# Thule (mytologisk ø)
 For alternative betydninger, se Thule. (Se også artikler, som begynder med Thule)
Thule (også Thula, Thyle, Thile, Thila, Tile, Tila, Tilla, Tyle, eller Tylen—det vil sige Θούλη på Græsk) er i klassiske kilder en ø langt mod nord, først nævnt af grækeren Pytheas i det 4. årh. f. Kr.
Sammensæningen Ultima Thule, det yderste Thule, betegner i klassisk litteratur et sted der befinder sig "på den nordlige grænse til verdens ende".

## Antikken
Den oprindelige kilde omkring Thule, den tabte rejsebeskrivelse af Pytheas fra Massalia, Om Oceanet, fra 4. årh. f.Kr., refereres og omtales af andre klassiske geografer.
Strabon, i århundredet omkring Kr.f., nævner at øen ifølge Pytheas ligger 6 dages sejlads nord for Britannien, og at Pytheas hævder i denne nordlige region selv at have observeret en blanding af jord, hav og luft, nærmest som en "havlunge" (dvs. gobler/vandmænd), samt hørt rygter om, at dette skulle omspænde jorden, havet og alle elementer som et bånd, der holder alt sammen, og som man hverken kunne gå på eller sejle igennem. Senere kommentatorer har ment at Pytheas her omtaler drivis og havgus, hvor båndet kan være polaregnenes havis, mens andre har påpeget at beskrivelsen handler om et rent teoretisk koncept i klassiske geografiske teorier om et verdensomspændende bånd, der holder jordkredsen sammen. Plinius d. Ældre, i 1. årh. e.Kr., skriver at i Thule er der ikke nat ved sommersolhverv, når solen passerer igennem Vægtens stjernetegn, mens at der ved vintersolhverv modsat ikke er dag, og at nogle mener, dette varer et halvt år. Denne beskrivelse af midnatssol og polarnat angiver Thules beliggenhed ved den nordlige polarcirkel, men betyder ikke nødvendigvis at beskrivelsen bygger på selvsyn, da disse fænomener kunne udledes teoretisk ud fra datidens astronomiske viden. Plinius nævner også, at det størknede hav, som kaldes Cronius, starter en dags sejlads nord for Thule.
Strabon, der var meget kritisk over for sandhedsværdien af Pytheas' rejsebeskrivelse og eksistensen af Thule i særdeleshed, mener dog, at han havde nogle korrekte beskrivelser af folkene nær "den frosne zone", dvs. Nordeuropa: af husdyr og frugter er der en fuldstændig ufrugtbarhed for det ene og knaphed for det andet, og folket ernærer sig ved hirse og andre urter; hvor der er korn og honning, bliver der deraf også drikkevarer. Og om kornet siger han (Pytheas) at - siden de ikke har noget rent solskin - tærsker de det i store huse, efter at have bragt aksene derhen. Tærskegulvene er nemlig ubrugelige på grund af manglen på sol og regnen.
Solinus, i værket Collecta rerum memorabilum, fra 3. årh. e.Kr., nævner at Thule er en stort land, rigt på frugter. Befolkningen lever i sommerhalvåret sammen med kvæget af planter, derefter af mælk, og om vinteren samler de frugter fra træerne. Kvinderne deles de om; ingen lever i fast ægteskab. Solinus' værk er en samling af fantastiske beskrivelser af barbariske folkeslag i verdens afsidesliggende egne, og stemmer ikke overens med tidligere Pytheasfragmenter, hvor Thule tilsyneladende er mennesketom.
For den byzantinske krønikeskriver Procopius i det 6. årh. e.Kr. er Thule det samme som den region der i dag kendes som den Skandinaviske halvø. I værket om Goterkrigene beskriver han Thule som en overmåde stor ø, der er mere end 10 gange større end Britannien og ligger langt fra denne i Norden. Landskabet er overvejende øde, men i det beboede område er der bosat 13 meget store stammer, hver med deres egen konge. Hvert år sker der det bemærkelsesværdige, at solen i en periode på 40 døgn omkring sommersolhverv aldrig går ned, men seks måneder senere, omkring vintersolhverv, er solen aldrig at se i en periode på 40 dage, hvor der er evigt mørke. Procopius har ikke selv haft lejlighed til at observere dette fænomen, men bygger på information fra rejsende fra denne ø, der også fortæller ham, at når den mørke periode er ved at være ved ende, sendes der udvalgte mænd til toppene af bjergene, for at spejde efter solen, og når de kan skimte solen over horisonten, vender de tilbage med nyt til stammen, om at solen vil skinne på dem igen inden for fem dage. Befolkningen holder da en stor festival, for at fejre den gode nyhed. Blot et af de barbariske folkeslag i Thule lever ifølge Procopius et nærmest dyrisk liv, nemlig de såkaldte scrithiphini ("skridfinner" - formentlig forfædrene til nutidens samer), der hverken klæder sig i stof, har sko på fødderne, drikker vin eller dyrker jorden, men blot er jægere, både mænd og kvinder, og klæder sig i dyreskind og kun spiser kød. Selv børnene får ikke modermælk, men mades med benmarv. Efter kvinderne har født, svøber de spædbarnet i et skind, hænger det op i et træ og putter benmarv i dets mund, hvorefter de med det samme går på jagt med mændene. Resten af Thules befolkning ligner, ifølge Procopius, stort set resten af menneskeheden, da de tilbeder en stor skare gudedomme og dæmoner der har hjemme i både himlen og luften, i jorden og i vandet, tillige med en mængde andre dæmoner der siges at bo i kilder og floder. Befolkningen ofrer meget og tilbeder de døde, men det fornemmeste offer er i deres øjne den første fange i en krig, som de ofrer til Ares, deres højeste gud (muligvis den senere kendte krigsgud Odin). Denne krigsfange ofrer de ikke blot på et alter, men hænger ham også eller smider ham ned mellem tornede planter eller dræber ham på anden grusom måde. En af de største stammer i Thule er de såkaldte gauti (göter). Procopius fortæller, at en fraktion af folket heruli indvandrede til Thule, hvor deres rute gik gennem land tilhørende sclaveni (slavere, formentlig Østeuropa), dernæst varni (dele af Nordtyskland), og gennem land tilhørende stammerne der kaldes dani (dele af nutidens Danmark), uden at lide overlast fra disse barbariske folkeslag, for derefter at sejle over havet til Thule og bosætte sig ved siden af Gauti-folket (Sydsverige, Götaland).

### Ultima Thule
Ifølge Strabon fortæller Pytheas at Thule er den yderste ø mod nord. Plinius opregner en række øer i havet omkring Britannien og siger om Thule: ultima omnium Tyle, "yderst/fjernest af alle er Thule". I antikken bruges kortformen af denne formulering - Ultima Thule - gerne som en vending med betydningen "et land ved verdens ende". Digteren Vergil, i hyldestdigtet Georgica, priser kejser Augustus med ordene: "Dig tjener det yderste Thule". Krønikeskriveren Tacitus, i sin biografi over sin svigerfar Agricola, fortæller om den romerske flådes første omsejling af Britannien, at Thule også blev besigtiget: "Ved samme lejlighed opdagede og undertvang man nogle ukendte øer, der hedder Orchaderne. Man kastede også et undersøgende blik på Thule, ikke mere, for ordren lød kun herpå, og vinteren stod for døren." Betydningen af både Vergils og Tacitus' nævnelse af Thule, er formentlig symbolsk, og understreger henholdsvis udstrækningen af kejserens magt "til verdens ende", samt den romerske flådes rækkevidde.

## Middelalder og renæssance
Dicuil, i det geografiske værk Liber de mensura orbis terrae, gengiver information fra irske munkes ophold i Thule i perioden februar til august 795: Ved sommersolhverv lå solen om aftenen lige under horisonten, således at der var lyst døgnet rundt, og man kunne derfor gøre hvad man ville, så som at pille lus af sit tøj. Dicuil mener, at det modsatte måtte være tilfældet ved vintersolhverv, altså at der i en periode ville være mørkt døgnet rundt. Munkene sejlede omkring Thule og en dagsrejse mod nord nåede de det frosne hav.
Adam af Bremen, i sin Den Hammaburgiske Kirkes Historie, er den første til eksplicit at identificere Thule med Island, omkring 1075: "Thyle er den ø, som man i vore dage kalder Island på grund af isen, som får Oceanet til at størkne".
Anna Komnena skrev omkring år 1100 om "mænd fra øen Thule". Et andet sted omtalte hun "det berømte Thule og alle de folk, der lever i nordregionen, under Polarstjernen". Andre steder: "Væringer fra Thule (med disse mener jeg barbarene, som bærer økse)" - hvad der ligeså godt kan vise til krigere fra England, Island eller Rusland som til skandinaver.
Saxo Grammaticus bruger, i sin Danmarkshistorie fra omkring 1200, benævnelsen Tyle for Island og Tylenses om dets indbyggere.
På Olaus Magnus' kort over Skandinavien, Carta Marina fra 1527-39, er øen Tile placeret i Nordatlanten ud for Skotland, omkring de ydre Hebrider, nær Skt. Kilda.

## Moderne tid
Thule Air Base er en amerikansk militærbase med lufthavn i det nordvestlige Grønland. Området blev opkaldt efter det klassiske Thule af polarforskeren Knud Rasmussen i 1910 i forbindelse med Thuleekspeditionerne.
Den arkæologiske Thule-kultur, forfædrene til moderne inuitter, er opkaldt efter dette område, hvor man først fandt de arkæolgiske spor fra denne kultur, af Therkel Mathiassen, der deltog i Knud Rasmussens Thuleekspeditioner.

### Forslag til lokalisering af Pytheas' Thule
Der findes to grundlæggende holdninger i den moderne forskning. Enten er Pytheas' Thule, lige som i hvert fald Vergil's Thule, en mytisk ø, og det er således meningsløst at eftersøge dens position. Eller også gælder Pytheas' observationer et faktisk sted, som vi på baggrund af de antikke kilder kan forsøge at regne os frem til, og som siden er blevet mytologiseret.
- Den tyske bibliotekar, leksikograf og germanist Johann Christoph Adelung (1732-1806) mente at Thule skulle identificeres med Telemarken/Thylemarken i Norge.[22]
- Den danske geograf Conrad Malthe-Brun (1775-1826) foreslog at Thule kunne være det danske Thy.
- Den tyske filolog og germanist Karl Müllenhoff (1818-1884) mente at Thule skulle identificeres med Shetlandsøerne.[23]
- Den norske polarforsker og opdagelsesrejsende Fridtjof Nansen (1861-1930) argumenterede for at Thule var identisk med Norge.[24]

### "Det Ariske Thule"
Nationalsocialistiske mystikere troede på det historiske Thule/Hyperborea som et oprindelsesland for den ariske race. Prominte nazister som Rudolf Hess og Alfred Rosenberg var gæster ved Thuleselskabet. Selskabet blev stiftet i 1918 af Rudolf von Sebottendorff, og havde som sit emblem en dagger på baggrund af et skinnende solhjuls-svastika. Det havde tætte forbindelser til Deutsche Arbeiterpartei (DAP), senere Nationalsozialistische Deutsche Arbeiterpartei (NSDAP). Den hollandsk-tyske amatørforsker Hermann Wirth søgte at bevise, at Thule var identisk med det forsvundne Atlantis, og var hjemlandet for den ariske race og dets oprindelige ur-civilisation. Heinrich Himmlers forskningsinstitution SS-Ahnenerbe, blev oprindelig grundlagt med det formål bl.a. at støtte Wirths forskning. Teorier om Thule/Atlantis/Hyperborea som den ariske races oprindelsesland findes stadig hos ideologer i Det Nye Højre og er populære blandt ny-nazistiske og esoteriske grupper. "Thule-Netz" var i 1990erne navnet på et højreekstremt Mailbox-netværk i Tyskland.

## I populærkultur
- Hovedpersonen i tegneserien Prins Valiant (startet 1937) er prins af Thule, der i seriens univers er Norge.